# Mantidactylus bourgati
Mantidactylus bourgati es una especie de anfibio anuro de la familia Mantellidae.

## Distribución geográfica
Esta especie es endémica de Madagascar. Habita entre los 1400 y 2000 m de altitud en el macizo de Andringitra.

## Taxonomía
Esta especie fue eliminada de su sinonimia con Mantidactylus curtus por Glaw y Vences en 2006, donde fue colocada por Blommers-Schlösser & Blanc en 1991.

## Etimología
Esta especie lleva el nombre en honor del profesor Bourgat, de la Universidad de Lomé.

## Publicación original
- Guibé, 1974 : Batraciens nouveaux de Madagascar. Bulletin du Museum National d'Histoire Naturelle, sér. 3, Zoologie, vol. 145, p. 1009-1017[6]